# Барре, Мохамед Сиад
Мохаммед Сиад (Махамед Сийяд) Ба́рре (сомал. Maxamed Siyaad Barre, араб. محمد زياد بري‎; 6 октября 1919 — 2 января 1995) — сомалийский государственный и военный деятель, президент Сомали (Сомалийской Демократической Республики) в период с 1969 по 1991 год, основатель Сомалийской революционной социалистической партии (СРСП).
В 1940 году Мохамед поступил на службу в полицию, в 1950 году учился в военной академии в Италии. После окончания учёбы вернулся в Сомали, где в дальнейшем дослужился до звания генерал-майор. 21 октября 1969 года, после военного переворота, стал президентом Сомали.
Добился немалых успехов во внутренней политике, в частности, в борьбе с неграмотностью населения. Однако его внешняя политика была провальной, что в итоге привело к поражению Сомали в войне за Огаден, после которого Барре разорвал сотрудничество с СССР и взял курс на сближение с США. Однако США также оказывали ему небольшую поддержку, а в начале 1990-х вовсе прекратили поставки оружия в Сомали. Кроме того, в 1980-х годах из-за всё более диктаторского правления Барре, обострения кланово-племенных противоречий, злоупотреблений Службы национальной безопасности и упадка экономики страны начала расти оппозиция. В 1991 году Барре был свергнут и вынужден бежать из Сомали. Умер в Нигерии от сердечного приступа 2 января 1995 года.

## Биография

### Ранние годы
Дата рождения Мохамеда Сиада Барре окончательно не известна, как и спорным являлось место его рождения. В качестве даты рождения приводятся 1912, 1916, 1919 и 1921 гг. В качестве места рождения указывают, что он родился в Шиилаабо в регионе Огаден (ныне Эфиопия), либо в районе Луг-Ферранди (провинция Верхняя Джуба). В некоторых из его официальных документах указывается, что Сиад Барре родился в 1916 году в Ганане (река Джубба). Его мать происходила из сомалийского клана огаден, а отец из клана марехан, с которым Сиад Барре себя и идентифицировал. 
В 1940 году Сиад Барре поступил на службу в полицию (zaptié) и в дальнейшем занимал ряд командных постов. Спустя десять лет, в 1950 году, он был направлен в Италию в военную академию. В 1952 году Сиад Барре окончил офицерское училище во Флоренции и продолжил военную службу в Сомали. После провозглашения 1 июля 1960 года независимости Сомали, Сиад Барре был назначен заместителем командующего и начальником генштаба новообразованной Сомалийской национальной армии. С 1965 по 1969 год являлся командующим Сомалийской национальной армии. В 1962 году Сиад Барре был произведён в бригадного генерала, а в 1966 году получил звание генерал-майора.

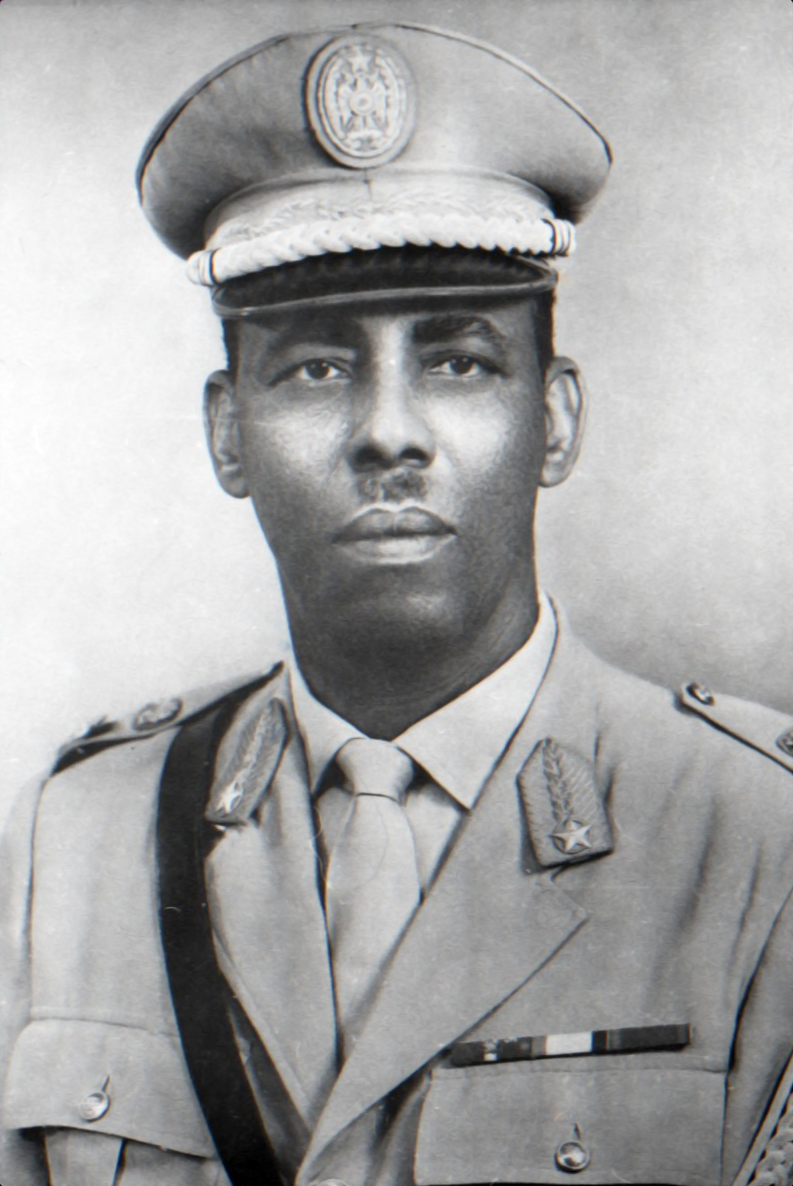
Портрет Сиада Барре, 1970 год

### Президентство
Майские события 1969 года в Судане и опасность осуществления плана премьер-министра Мухаммеда Ибрагима Эгаля объединить армию с полицией сплотила бо́льшую часть офицерства вокруг Сиада Барре. 15 октября 1969 года собственным охранником был убит президент страны Шермарк. В стране наступил внутриполитический кризис. В ночь на 21 октября 1969 года офицеры сомалийской армии под руководством командующего армией генерала Мохамеда Сиада Барре осуществили военный переворот и захватили власть в стране. Министры прежнего правительства были арестованы; парламент, политические партии, общественные организации распущены. Вся власть перешла Верховному революционному совету (ВРС), президентом которого стал Мохамед Сиад Барре. Спустя три дня Барре выступил с речью по радио, в ходе которой объяснил причины переворота:
Вмешательство вооружённых сил было неизбежным. Было невозможно далее игнорировать такие порочные вещи, как коррупцию, взяточничество, непотизм, кражу общественных средств, несправедливость и неуважение к нашей религии и законам нашей страны. Законы были отброшены в сторону и люди делали что хотели.
После переворота различные региональные кланы не получили мест в центральном правительстве, из-за чего они перестали подчиняться новому президенту. Возник вооружённый конфликт. Сомалийское правительство воспользовалось помощью СССР для борьбы с оппозицией.

#### Научный социализм
Государство Сомали было провозглашено Сомалийской Демократической Республикой (СДР). Новое сомалийское руководство объявило, что в СДР будет создано «общество, основанное на труде и социальной справедливости». В 1970 году в первую годовщину переворота, который теперь стал называться революцией, руководители СДР объявили, что СДР будет идти по пути социалистического развития, что её идеологией станут принципы научного социализма. Барре заявил, что официальная идеология будет состоять из трёх частей: его собственная концепция развития общин на основе принципа самостоятельности, форма социализма на основе марксистских принципов и ислам.
Под руководством Сиада Барре в том же году правительство национализировало землю, нефтяные и страховые компании, иностранные банки и т. д. Несмотря на продолжение национализации предприятий и то, что руководство страны стало уделять больше внимания централизованному планированию, главные источники благосостояния — скот и банановые плантации — оставались в руках частных владельцев, а внешнеторговые операции продолжили осуществляться торговцами-частниками.
Получая финансовую помощь от ФРГ, сомалийское правительство модернизировало рыбную отрасль, однако организация работы в этом секторе была поставлена не лучшим образом, кооперативы оказались слишком велики и плохо оснащены даже для достижения самообеспечения. В 1973 году был введён закон о кооперативном развитии, делавший в экономической стратегии акцент на сельскохозяйственный сектор. В первый период правления Барре строились перерабатывающие предприятия, фабрики и комбинаты; с 1969 по 1975 годы существенно вырос объём продукции в трёх из четырёх традиционных для Сомали отраслей лёгкой промышленности (консервированное мясо, молоко и текстильные изделия). Правительство также взяло на себя обязательство предоставления образовательных и медицинских услуг для населения. Сиад Барре назвал большими экономические успехи в социалистическом развитии, произошедшие за первые пять лет революции.

#### Внутренняя политика

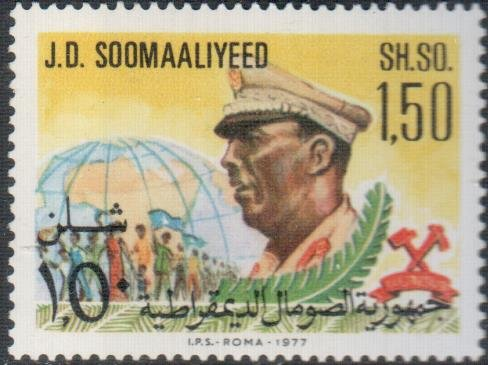
Изображение Мохамеда Сиада Барре на марке, 1977 год

После создания сомалийской письменности в середине 1970-х годов правительство развернуло кампанию по ликвидации неграмотности. Был разработан ряд важных для экономики проектов, в частности, проект по закреплению песчаных дюн в районе Марки. Правительство оказало поддержку Всемирной организации здравоохранения при ООН в ликвидации оспы на территории своей страны. После жесточайшей засухи в 1974 году руководство страны быстро и решительно осуществило программу переселения части кочевого населения. Мохамед Сиад Барре установил в стране свой культ личности. Наряду с портретами Карла Маркса и Ленина улицы Могадишо украшали портреты и плакаты президента. Сомалийцы называли своего лидера «учителем», «отцом знаний» («aabaha aqoonta») и «Победным лидером» («Guulwaadde»). Сам Сиад Барре называл себя «товарищ Сиад» («Jaalle Siyaad»).
В 1976 году Сиад Барре основал Сомалийскую революционную социалистическую партию (СРСП) и передал полномочия ВРС Центральному комитету СРСП, который взял в свои руки высшую политическую и экономическую власть в стране. 29 августа 1979 года была принята новая конституция страны, узаконившая однопартийную систему. В 1989 году на чрезвычайном пленуме ЦК СРСП было объявлено о введении в конце 1990 года многопартийной системы, однако решение это не было воплощено в жизнь по причине коллапса государственной системы страны.
Мохамед Сиад Барре пресекал всякое инакомыслие в стране и жестоко подавлял оппозиционные движения. Он также боролся с племенным протекционизмом, но безуспешно. Ещё в 1979 году группа недовольных офицеров, в числе которых был будущий президент страны Абдуллахи Юсуф Ахмед, потерпев неудачу в деле свержения Барре путём организации военного путча, эмигрировал из страны и сформировал при поддержке Эфиопии Сомалийский демократический фронт спасения (СДФС), взявший курс на свержение режима вооружённым путём. В начале 1980-х годов в северной части Сомали представители племенной группы исаак образовали Сомалийское национальное движение (СНД) в Харгейсе, целью которого также стало свержение Сиада Барре.

#### Война за Огаден

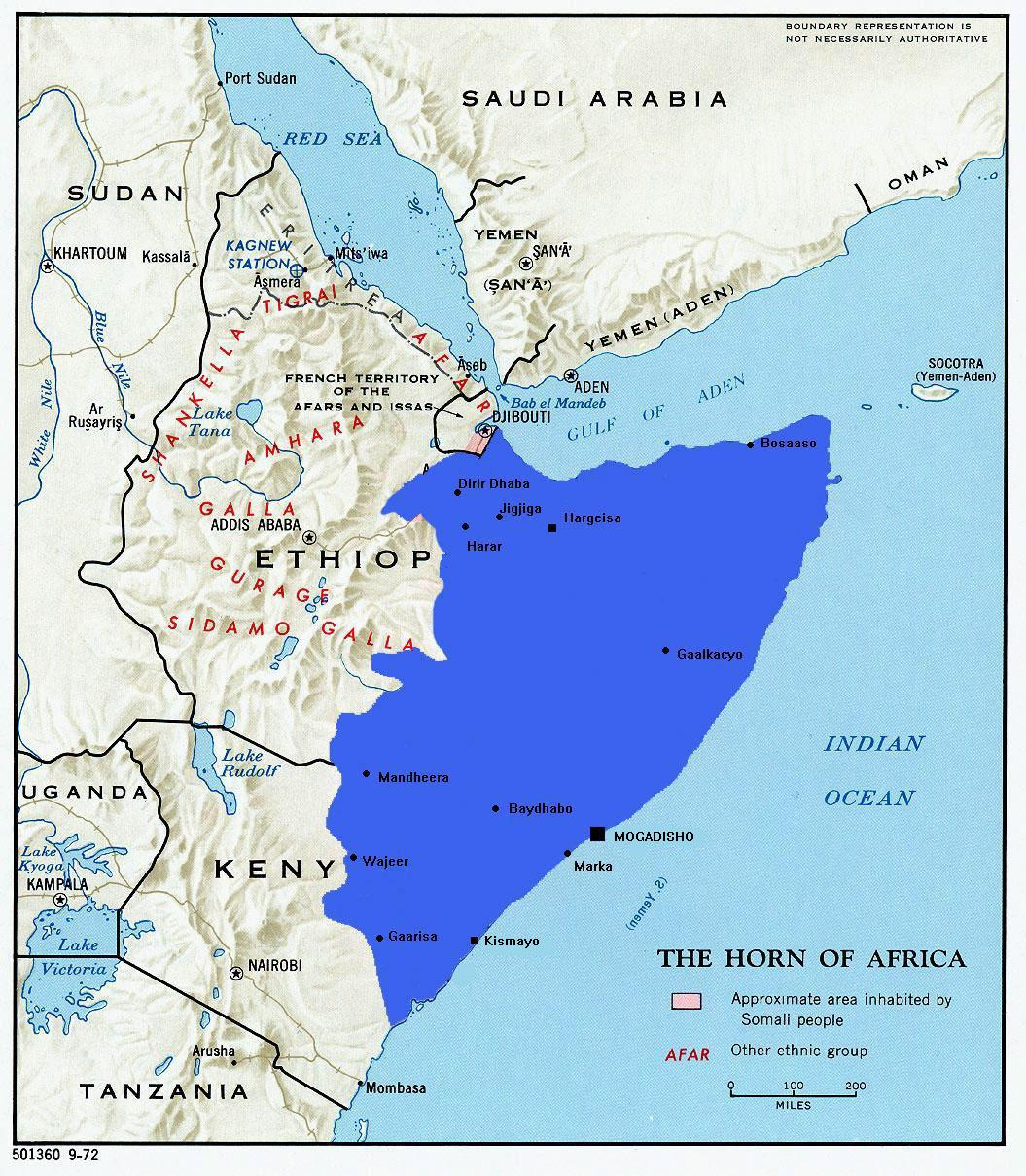
Великое Сомали глазами сомалийцев

Сиад Барре придерживался идеи создания Великого Сомали, который объединил бы всех этнических сомалийцев в одном национальном государстве. Эта идея включала присоединение Джибути, части Восточной Кении, населённой этническими сомалийцами, и Огадена, которая была частью Эфиопии.
В 1974 году в соседней Эфиопии произошла революция, свергшая монархический режим Хайле Селассие I. Ему на смену пришёл марксистский режим Менгисту Хайле Мариама, взявший курс на построение социализма и сближения с СССР. Тогда же Москва оказалась в трудной ситуации. Эфиопо-советское сближение вызвало болезненную и резко отрицательную реакцию Сиада Барре. Сомалийский президент следил за обстановкой в соседней Эфиопии, которую сотрясали борьба за власть и внутриполитические вооружённые конфликты. Сиад Барре решил воспользоваться этим моментом, чтоб присоединить к себе территорию Огадена, населённую этническими сомалийцами.
В июле 1977 года сомалийская армия вторглась в Эфиопию и в первые недели боевых действий достигла определённых успехов. Чтобы добиться нейтралитета СССР в войне и увеличения советских военных поставок, Сиад Барре в начале сентября посетил Москву. Переговоры на эту тему с высшим руководством страны ни к чему не привели. Барре вернулся в Сомали с пустыми руками, не добившись никаких обязательств от СССР, и 13 ноября объявил о денонсации договора с СССР. Одновременно были прерваны дипломатические отношения с Кубой. Оставшись без советской поддержки, Сомали принялась активно искать новые источники для пополнения арсеналов. Поддержку оказали мусульманские страны: Египет, Саудовская Аравия, Пакистан, Иран. Однако сомалийская армия, столкнувшись с эфиопскими войсками, которых поддерживали кубинские части и советские советники, потерпела поражение и в марте 1978 года объявила об уходе из Огадена. Сиад Барре не признал своего поражения и продолжал поддерживать оппозиционные эфиопским властям отряды ФОЗС, которые уже не представляли для Аддис-Абебы существенной угрозы.
В 1988 году Мохамед Сиад Барре официально отказался от территориальных притязаний к Эфиопии, что послужило началом для нормализации отношений между обоими государствами.

#### Внешняя политика

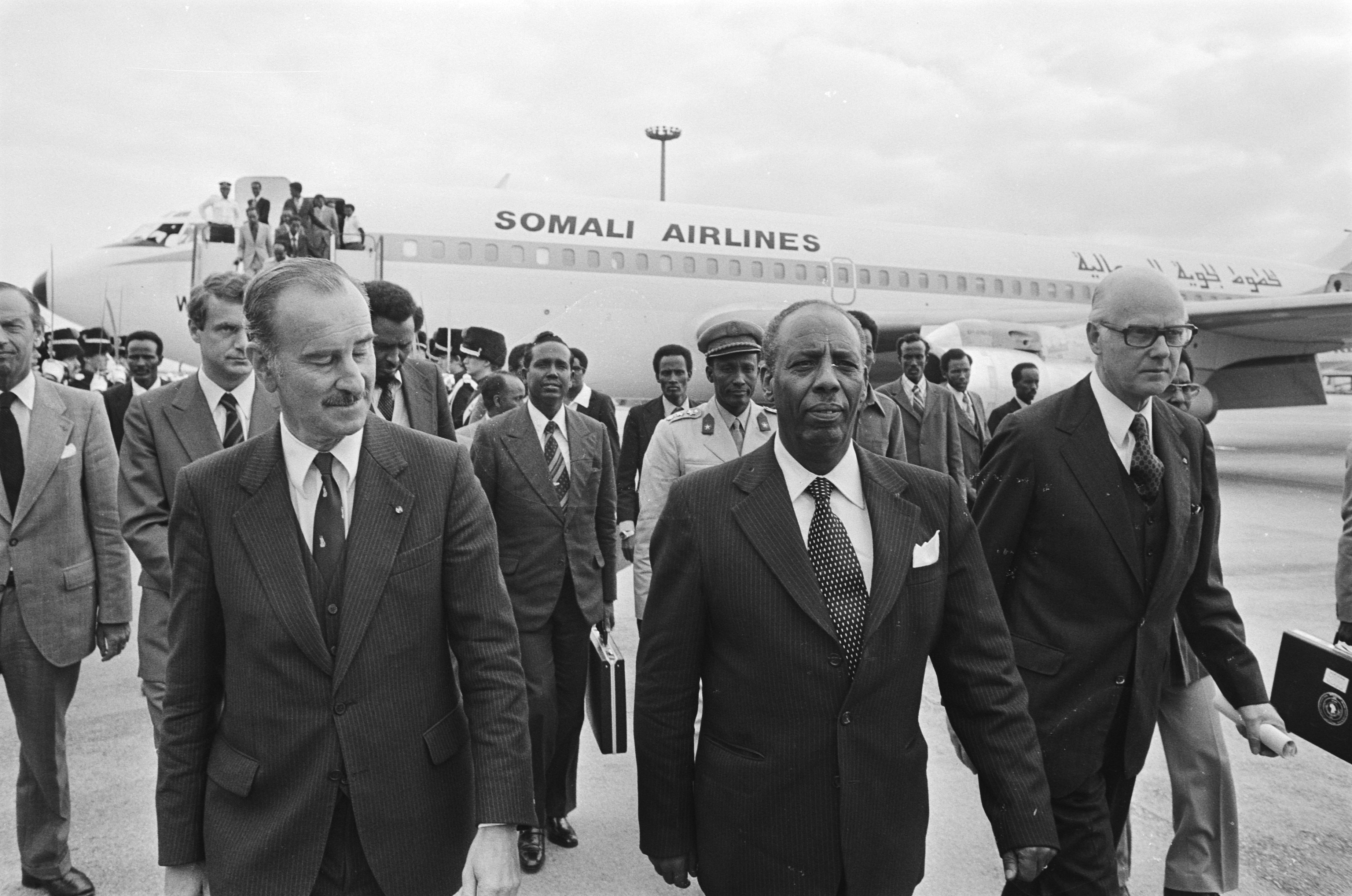
Мохамед Сиад Барре с министром иностранных дел Нидерландов Крисом ван дер Клаусом у Амстердамского аэропорта Схипхол 5 сентября 1978 года

В 1974 году СССР и Сомали заключили полномасштабный договор о дружбе и сотрудничестве. В страну прибыли несколько тысяч советских и кубинских военных советников и специалистов. Вооружённые силы Сомали начали получать советское оружие и военную технику. Взамен СССР получил в своё распоряжение ряд стратегических объектов на территории Сомали, в том числе пункт базирования боевых кораблей ВМФ в порту Бербера и ряд военных аэродромов.
После завершения войны с Эфиопией, Мохамед Сиад Барре окончательно дистанцировался от СССР и взял курс на сотрудничество с США и арабскими странами. В августе 1980 года США и Сомали подписали соглашение, предоставляющее право американским боевым кораблям и ВВС пользоваться портами и авиабазами Сомали. Взамен американцы оказывали военную помощь сомалийскому режиму. Однако надежды на США не оправдались — американская помощь оказалась гораздо меньше обещанной, и Барре потом говорил, что Вашингтон «много обещает, но мало делает». К началу 1990-х годов американцы, а также западные и арабские страны прекратили поставки оружия правительству Барре.

#### Послевоенное время

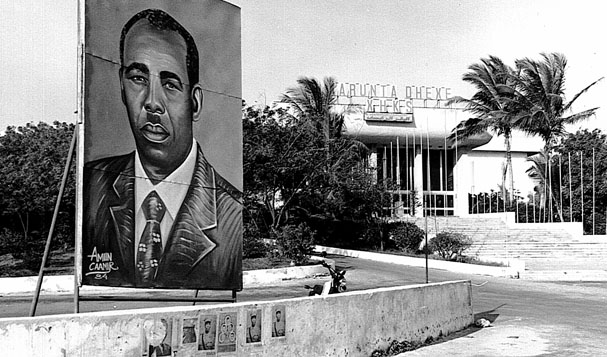
Портрет Сиада Барре на улицах Могадишо, около 1991 года

После поражения в войне с Эфиопией Сиад Барре постепенно стал утрачивать популярность среди населения, режим становился всё более авторитарным. Он стал всё больше приближать к власти представителей собственного клана марехан из племени дарод. Остальные племена чувствовали себя ущемлёнными, и это только накаляло межплеменную рознь в условиях разгоравшейся гражданской войны.

Обострение кланово-племенных противоречий и резкое ухудшение экономической ситуации привели к активизации вооружённой оппозиции. В 1982 года на севере страны началась партизанская война против правящего режима. Мохамед Сиад Барре пытался сохранить контроль, используя исторические клановые вражды и полагаясь всё чаще на лояльность своей собственной семьи и клана. Он умело сталкивал кланы между собой, тем самым ослабляя противников и крепко удерживая власть.
В мае 1986 года Мохамед Сиад Барре был вновь избран на пост президента страны. В том же месяце он попал в тяжёлую автокатастрофу недалеко от района Афгуйе (сом. Afgooye), в 30 км от Могадишо. После этого началась острая борьба за правопреемство власти над кланом марехан между его старшим сыном Маслахом и двоюродным братом Абдирахманом Джама Барре. Это соперничество ослабило позиции правительства и привело к разделу клана, а также вооружённых сил страны. В следующем году Барре неохотно согласился на создание поста премьер-министра, должность которого занял вице-президент и министр обороны генерал Мухаммед Али Саматар.

#### Начало гражданской войны. Террор
К концу 1980-х годов усилилась внутренняя оппозиция режиму Сиада Барре. В 1988—1990 годах Сомалийское национальное движение (СНД) укрепило свои позиции на севере страны и начала активную войну против правительства. Фактически в стране уже шла гражданская война. Мохамед Сиад Барре ответил репрессиями против собственного населения, жертвами которого стали около 5 тыс. представителей клана исаак, ещё около 350 тыс. сомалийцев вынуждены были бежать в соседнюю Эфиопию. Всего же в 1990 году от репрессий погибли 50—60 тыс. человек.

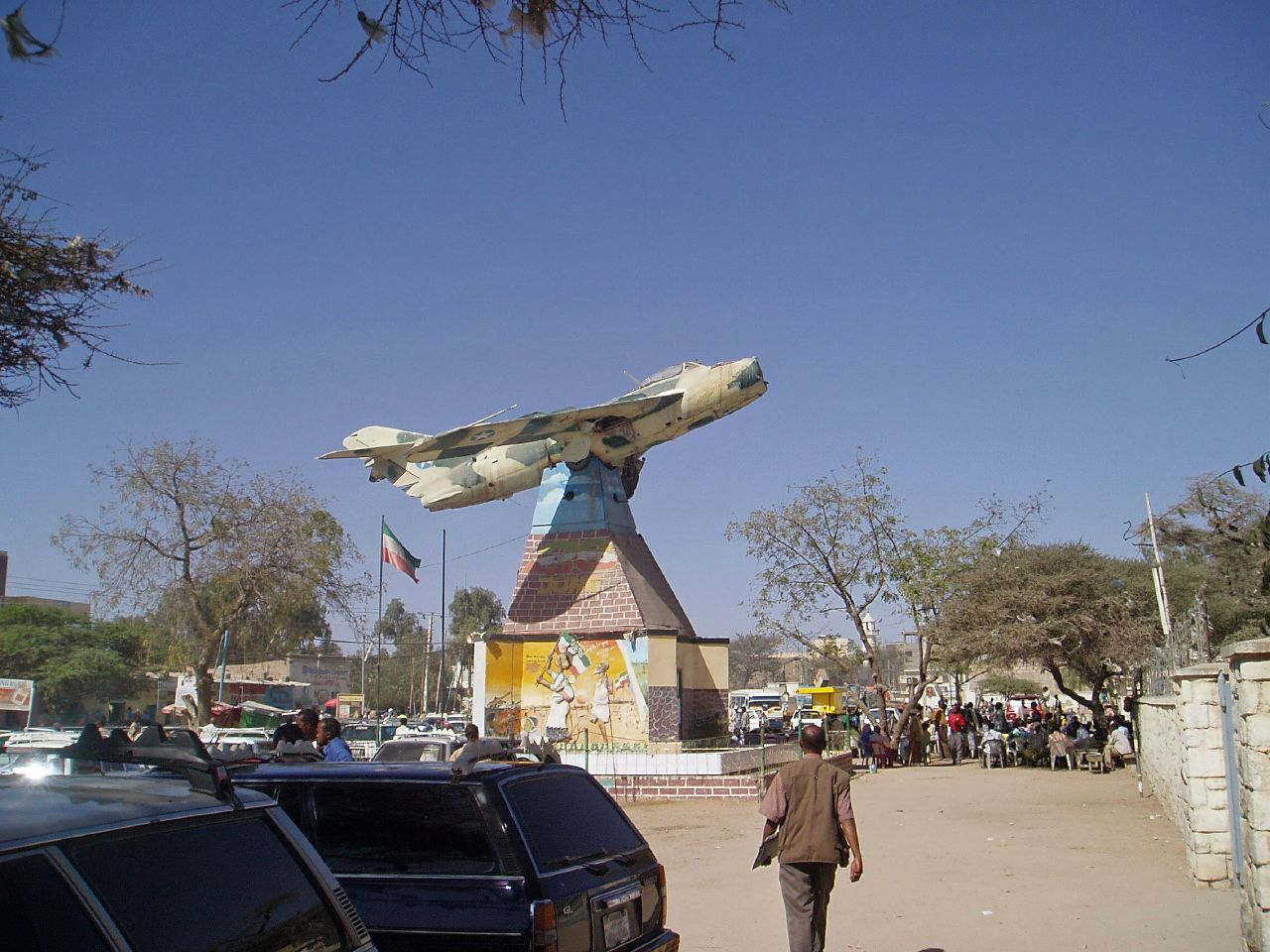
Памятник эпохи гражданской войны в Харгейсе. В 1988 году в ходе бомбардировки 70 % города было стёрто с лица земли.

В 1988 году Сиад Барре отдал приказ о тотальной бомбардировке находившегося в руках СНД города Харгейса, в результате чего за два месяца погибли около 2 тыс. человек, а город был почти стёрт с лица земли. Армии также был дан приказ расправляться со всеми людьми, подозреваемыми в оппозиционной деятельности. Верные президенту вооружённые отряды «Красные береты» развернули террор на улицах Могадишо. Существует также предположение, что отряды Сиада Барре провели серию рейдов по контролируемым повстанцами территориям с применением химического оружия. Войска, верные Сиаду Барре, уничтожали целые поселения и даже города, в огромном масштабе насиловали женщин, разрушали и отравляли колодцы, а также разоряли пастбища кочевых племён. Все эти действия привели к тому, что против президента выступили почти все кланы страны, а на юге образовалась вторая крупная повстанческая группировка.

#### Свержение
Несмотря на жестокие меры, к 1990 году Барре утратил контроль над большей частью Сомали, в то время как несколько крупных вооружённых отрядов повстанцев двинулись на столицу страны Могадишо. В конце 1990 — начале 1991 года бои развернулись уже в самом городе. Диктатор укрылся в своей укреплённой, построенной китайцами, резиденции «Вилла Сомали» близ международного аэропорта, где у него находился ряд бункеров. 26 января Мохамед Сиад Барре был вынужден на танке бежать из «Вилла Сомали» за 15 минут до того, как резиденция перешла в руки повстанцев. Вооружённые группировки, возглавляемые командирами Объединённого сомалийского конгресса Али Махди Мохамеда и Мохамеда Фараха Айдида, начали конфликтовать между собой, пытаясь установить власть над столицей.
В дальнейшем страна утратила все атрибуты единой государственности и распалась на части, контролируемые враждебными друг другу племенными и криминальными группировками. Из указанных территорий до настоящего времени существуют Сомалиленд, Пунтленд, Джубаленд и территория международно-признанного правительства Сомали (поддерживаемого Эфиопией).

### Последние годы
После падения Могадишо Барре перебрался на юг, в город Бурдхубо, контролируемый его зятем Мухаммедом Саидом Херси. Свергнутый президент предпринял несколько попыток захватить Могадишо и вернуться к власти, но в мае 1991 года был разбит армией генерала Мохамеда Фараха Айдида и вынужден покинуть страну. Остатки верных ему частей отошли к кенийской границе. В мае 1992 года к пропускному пункту на границе между Сомали и Кенией подошла танковая колонна, в которой находился Сиад Барре, члены его семьи и несколько его соратников. Он перешёл границу и попросил политического убежища в Кении. Однако кенийское правительство отказало Барре в политическом убежище, и он вынужден был перебраться в Нигерию. Там 2 января 1995 года Сиад Барре скончался от сердечного приступа. Его тело перевезли на родину, где фактически уже не было государства, а шла полномасштабная гражданская война.
Имел прозвище Афвейне (Большой Рот), данную за алчность и многословие.
Во время последнего интервью Сиад Барре сказал:
«Я всего лишь человек, что, к сожалению, было моей ошибкой. У англичан есть поговорка: когда ты делаешь мало, то совершаешь мало ошибок, когда ты вообще ничего не делаешь, то не совершаешь ошибок.»

### Видеоматериалы
- Президент Сомали — Мохамед Сиад Барре
- Последнее интервью Сиада Барре